# Bill Guerin
William Robert Guerin, detto Bill (Worcester, 9 novembre 1970), è un dirigente sportivo ed ex hockeista su ghiaccio statunitense.
Da giocatore ha vinto per due volte la Stanley Cup (una coi New Jersey Devils nel 1995 ed una coi Pittsburgh Penguins nel 2009). Con la nazionale statunitense ha vinto un'edizione della World Cup of Hockey ed una medaglia d'argento olimpica a Salt Lake City 2002. Vanta oltre 1400 presenze in NHL tra stagione regolare e play-off.